# Dan Ciachir
Dan Ciachir (n. 17 septembrie 1951) este un scriitor, memorialist și publicist, care s-a afirmat și ca poet, eseist și critic literar.

## Biografie
Dan Ciachir s-a născut la data de 17 septembrie 1951. A urmat cursurile Facultății de Filologie din București, specializarea română-italiană, pe care le-a absolvit în anul 1975. 
Înainte de Revoluția din decembrie 1989 Dan Ciachir a fost, printre altele, colaborator la Revista Săptămîna care era condusă de Eugen Barbu, revistă unde scriau printre alții Corneliu Vadim Tudor și Artur Silvestri. Era considerată o publicație foarte apropiată Securității. Acolo Dan Ciachir a scris o serie de articole care atacau Europa Liberă, pe Monica Lovinescu, Virgil Ierunca, Paul Goma etc.
După Revoluția din decembrie 1989, Dan Ciachir s-a remarcat în postura de comentator al vieții religioase din România, fiind un adept al curentului tradiționalist în Biserica Ortodoxă. A colaborat la cotidianele „Monitorul”, „Cuvântul”, BBC și „Ziua”, publicând rubrica "Cronica ortodoxă". De asemenea, este membru al Uniunii Scriitorilor. 
În 2006, Dan Ciachir a recunoscut că a fost informator al Securității în timpul studenției.

## Cărți publicate
- Muzică și memorie: poeme (Ed. Cartea Românească, 1984);
- Străzi de ceară (Ed. Pontica, colecția Euridice, 1993);
- Gânduri despre Nae Ionescu (Ed. Institutul European, Iași, 1994; reeditată la Ed. Dacia, Cluj, 2001; ediția a 3-a revăzută, Ed. Litera Ortodoxă, Ploiești, 2010; ediția a IV-a la Ed. Lumea Credinței, București, 2018)
- Cronica Ortodoxă (Ed. Timpul, 1994, 1997, 1999);
- Luciditate și nostalgie (Ed. Institutul European, Iași, 1996; reeditată la Ed. Dacia, Cluj, 1999; ediția a III-a la Ed. Timpul, 2005);
- Lirica italiană contemporană (Ed. Mirton, Timișoara, 1997);
- Cronica ortodoxă - ediție definitivă (Ed. Timpul, Iași, 2001);
- Ofensiva ortodoxă (Ed. Anastasia, 2002);
- Când moare o epocă (Ed. Anastasia, București, 2003, 2004; reeditată la Ed. Paideia, 2006; ediția a III-a la Ed. Timpul, 2007, 2008, 2009; ediție definitivă la Ed. Timpul, 2010; ediție completă la Ed. Timpul, Iași, 2013).
- Antologie de poezie italiană contemporană (Ed. Fundației Culturale Poezia, Iași, 2006)
- În lumea presei interbelice (Ed. Timpul, Iași, 2008)
- File din cronica ortodoxă (Ed. Lucman, București, 2008)
- Derusificarea și "dezghețul"  (Ed. Timpul, Iași, 2009)
- Și noaptea asta va trece (Ed. Timpul, Iași, 2011)[4]
- Starea Bisericii. Noi convorbiri realizate de pr. prof. Dorin Micu"  (Ed. Mega, Cluj-Napoca, 2013)
- Bucuria de a fi răsăritean, Ed. Renașterea, Cluj Napoca, 2014
- Drumul cel mai scurt spre tine însuți, Ed. Timpul, Iași, 2015
- O formă a iubirii de viață, Ed. Timpul, Iași, 2017
- Biserica-țintă, Ed. Timpul, Iași, 2017
- Evocări bisericești, Ed. Lumea Credinței, București, 2018
- Alte evocări bisericești, Ed. Lumea Credinței, București, 2019
- De ce nu iubesc democrații pisicile (Evocări), Ed. Lumea Credinței, București, 2021
- O punte putredă - scene din anii 1945-1947, Ed. Lumea Credinței, București, 2021
- Pagini de jurnal. 2004 - 2019, Ed. Lumea Credinței, București, 2024
- Pagini de jurnal (II) 2020 - 2024, Ed. Lumea Credinței, București, 2025

A întocmit volumul de articole și foiletoane ”Nae Ionescu - Suferința rasei albe”, Ed. Timpul, Iași, 1994. De asemenea, a publicat două volume-interviu cu prof. Dorin Micu, intitulate Dialoguri cu Dan Ciachir pentru o Ortodoxie realistă (Ed. Anastasia, 2002) și Pentru o Ortodoxie realistă (ediția a doua) (Ed. Anastasia, 2003). A tradus lucrarea Cavalcada inocenților de Mimmo Morina (Ed. Univers, 1974).